# Massacre de les fosses Ardeatines

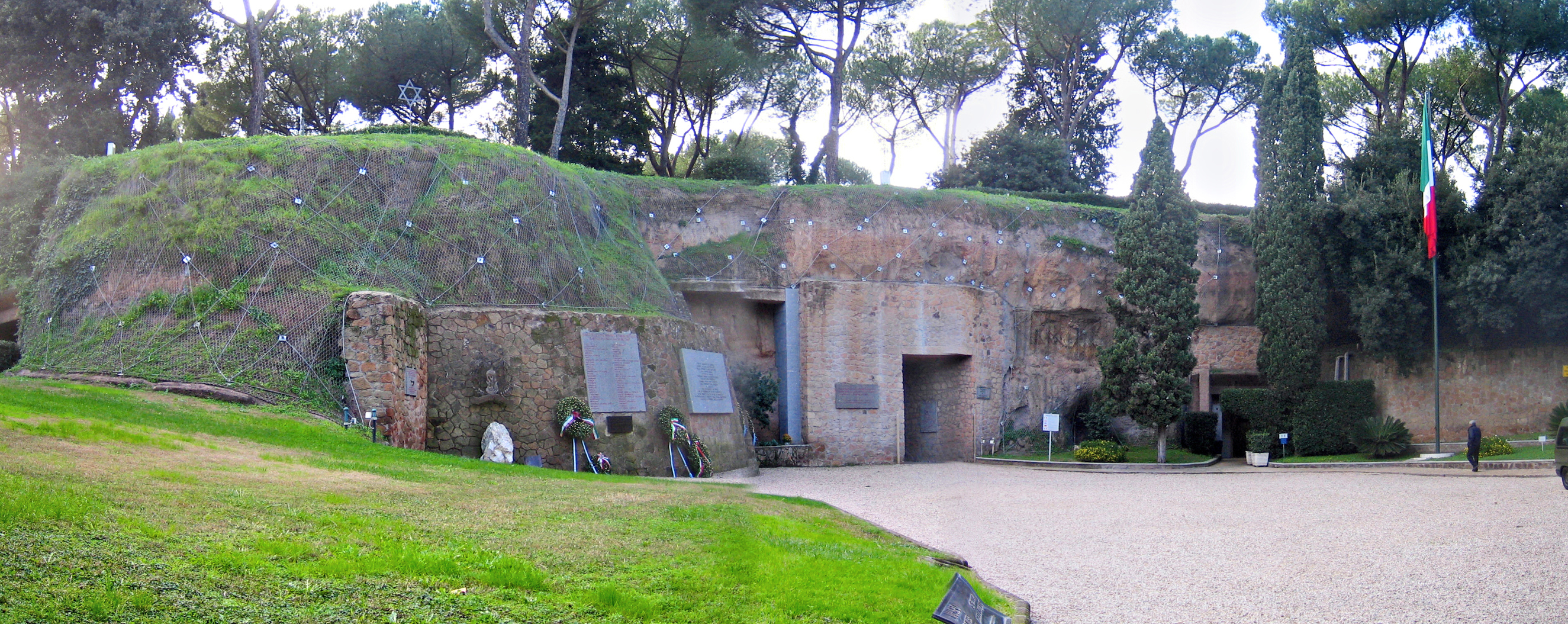
Entrada a les fosses.

La Massacre de les fosses Ardeatines  va ser una acció portada a terme el 24 de març de 1944 per les tropes d'ocupació de l'Alemanya nazi a Roma, en la qual van ser assassinats 335 civils italians.
La Massacre de les fosses Ardeatines va ser una represàlia nazi, ordenada personalment per Hitler, arran d'un atemptat del grup partisà GAP (Gruppi d'Azione Patriottica) el 23 de març de 1944 a Roma, Via Rasella. El blanc va ser l'11a companyia del 3  er  batalló del  Polizeiregiment Bozen . Aquest batalló havia estat conformat l'octubre de 1943 amb italians germano-parlants de la nord província de Bolzano (Bozen en alemany). Molts d'ells eren veterans de l'exèrcit italià que havien servit al front rus i optat per enrolar-se en la policia abans de tornar a Rússia amb la Wehrmacht.

## Atemptat de Via Rasella
L'atac va ser portat a terme per 16 partisans dirigits per Mario Fiorentini; van emprar un artefacte explosiu casolà consistent en 12 kg de TNT empaquetats en una caixa d'acer, que al seu torn va ser inserida en una bossa que contenia uns altres 6 kg de TNT i tubs de ferro farcits de TNT. La bomba va ser amagada en un carret d'escombraries i posada en posició per un partisà disfressat d'escombriaire, mentre que els altres actuaven com sentinelles. El detonador es va encendre quaranta segons abans que els policies arribessin al lloc on es trobava la bomba. L'explosió va causar la mort instantània de 28 policies (tres més moririen en dies posteriors) i dos civils italians. Els partisans, alguns dels quals van llançar bombes de mà als soldats o van disparar sobre ells, aconseguiren fugir indemnes barrejant-se entre els transeünts.

## Represàlia
La matança va ser organitzada i dirigida per Herbert Kappler, per aquell temps comandant de la Gestapo a Roma i responsable de la batuda del gueto jueu el 1943 i de les tortures comeses contra els partisans detinguts a la presó de Via Tasso. Les víctimes van ser tretes de la presó romana de Regina Coeli, lloc on es trobaven diverses persones detingudes, entre aquestes persones hi havia; presos comuns, jueus i membres de la resistència italiana. Les fosses, antigament caves de sorra, van ser utilitzades per cometre i amagar la massacre, i, després de la guerra, convertides en un santuari per recordar els fets.

## Després de la guerra
Després de la guerra, Kappler va ser jutjat i condemnat per un tribunal italià i enviat a presó. Malalt de càncer, va aconseguir fugir de l'hospital militar del Celio amagat en una maleta, pocs anys abans de morir. El principal col·laborador de Kappler, el capità de les SS Erich Priebke, va ser arrestat i condemnat per la Massacre de les Fosses Ardeatines després d'una llarga permanència a l'Argentina.
El Papa Pius XII de l'Església catòlica, amb seu a Roma, que coneixia la decisió d'efectuar la massacre abans que aquesta es realitzés, ha estat criticat per la seva passivitat i en especial per no demanar una postergació dels afusellaments, amb l'esperança que la demora calmés els ànims de venjança esperant la conquesta de Roma pels Aliats.